# Plexippus devorans
Plexippus devorans är en spindelart som först beskrevs av Pickard-Cambridge O. 1872.  Plexippus devorans ingår i släktet Plexippus och familjen hoppspindlar. Inga underarter finns listade i Catalogue of Life.